# 喜多灘村
喜多灘村（きたなだむら）は、1955年（昭和30年）まで愛媛県の南予地方喜多郡にあった村、平成の合併を経て現在の大洲市の北東端。「喜多灘」の名を冠した小中学校はいずれも統合されてしまったが、喜多灘の名は喜多灘駅として鉄道駅の名称としてなお存続している。

## 地理
東の伊予郡下灘村と西の喜多郡長浜町（旧）の間に位置。北は伊予灘に面し、南は四国山地の北端の山塊を介して喜多郡白滝村に接する。
中央構造線が北東から南西方向に走り、それに沿って形成された地域で、北西方向への斜面を形成し、切り立った磯海岸が続いている。こうした地形から集落は標高100から400メートル程度の地点に散在している（現在は海岸線に沿って走る国道沿道に公共的施設や民家も立地している）。

## 歴史
- 1889年（明治22年） 12月15日 - 町村制施行により、「今坊（こんぼう）」「黒田（くろんた）」の両村が合併し喜多灘村が誕生。
- 1935年（昭和10年） 10月6日 - 国鉄喜多灘駅開業。
- 1955年（昭和30年）1月1日：長浜町、櫛生村、出海村、大和村、白滝村と対等合併して新制長浜町となり自治体としての喜多灘村は消滅した。

```
喜多灘村の系譜

（町村制実施以前の村）　　（明治期）
　　　　　　　　　　　　　町村制施行時
　　今坊　━━┓
　　　　　　　┣━━━━ 喜多灘村 ━━━━━━━━┓
　　黒田　━━┛　　　　　　　　　　　　　 　　 　┃
　　　　　　　　　  　　（旧）長浜町　━━━━━━┫
　　　　　　　　　 　 　　　　　　　　　　　　　　┃
　　　　　　　　   　 　櫛生村　　　　━━━━━━┫　（昭和30年1月1日合併）
 　　　　　　　　　　 　　　　　　　　　　　　　　┣━━━━　長浜町
　 　　　　　　　　　　 出海村　　　　━━━━━━┫
　　 　　　　　　　　　　 　　　　　　　　　　　　┃
　　　 　　　　 　　　　大和村　　　　━━━━━━┫
　　　　 　　　　 　　　　　　　　　　　　　　　　┃
　　　　　 　　　　 　　白滝村　　　　━━━━━━┛
（注記）（旧）長浜町ほかの合併までの系譜、及び長浜町のその後については、
それぞれの町村の記事を参照のこと。

```

## 地域
北に今坊（こんぼう）、南に黒田（くろんた）の旧2村があり、喜多灘村成立後もそのまま大字として継承された。昭和の合併により長浜町になっても大字として存続した。平成の合併後、かつての村域は「大洲市長浜町今坊」「大洲市長浜町黒田」と「長浜町」を付し、大字を略す地名表記となっている。

## 行政

### 教育

#### 中学校
- 喜多灘村立喜多灘中学校（合併後は長浜町立の中学校となり、後に同町立長浜中学校へ統合され廃校）

#### 小学校
- 喜多灘村立喜多灘小学校（昭和の合併後は長浜町立の小学校となり、さらに平成の大合併により大洲市立の小学校となった後長浜小学校へ統合され閉校）

## 交通

### 鉄道路線
- 日本国有鉄道（現：四国旅客鉄道）予讃本線：喜多灘駅　昭和10年開業